# Bo Nilsson (polis)
Bo Lars-Erik Nilsson, född 17 september 1926, död 3 juni 2013 i Borgholm, var en svensk militär och polischef samt rektor för Polishögskolan 1984–1987.
Bo Nilsson inledde sin karriär i det militära vid Kronobergs regemente, där han 1952 blev löjtnant. Han befordrades 1963 till kapten och senare major samt fick 1972 överstelöjtnants grad.
Det var vid denna tid vanligt att militärer beklädde ledande poster inom polisväsendets utbildningsorganisation och Nilsson tillträdde 1970 som chef vid den nygrundade polisskolan i Sörentorp, Ulriksdal, vilken nyligen hade spjälkats av från polisskolan i Solna. Det förekom vid denna tid hårda spänningar mellan lärarkåren och den av exmilitärer dominerade ledningen i Rikspolisstyrelsen, vilket uppmärksammades i pressen.
Under 1979 tillträdde Nilsson ett vikariat som chef vid Rikspolisstyrelsens utbildningsbyrå. Han blev ordinarie byråchef följande år.
I samband med polisreformen 1984 samlades polisens utbildningsverksamhet i en ny organisation, Polishögskolan, vilken fick ställning som byrå vid Rikspolisstyrelsen och förlades till Ulriksdal. Nilsson utsågs i september 1984 av regeringen till Polishögskolans förste chef och rektor.
Under 1987 drabbades Polishögskolan av en skandal, då en av skolans anställda, Åke J. Ek, anklagades för högerextrema kopplingar. Nilsson försvarade Ek och menade att han var en duglig lärare, oavsett vilka politiska åsikter han hade. Mot slutet av 1987 avgick Nilsson som chef för Polishögskolan. Han fortsatte på andra uppdrag i Rikspolisstyrelsen, men rektorsposten lämnades vakant. Skolan genomled en period med inre problem, vilka delvis kunde hänföras till avsaknaden av en ordinarie chef. Det var först i november 1988 som regeringen utnämnde en ny rektor, Göran Lindberg.
Bo Nilsson avled 2013.